# Indywidualne Mistrzostwa Polski na Żużlu 1967
Indywidualne Mistrzostwa Polski na Żużlu 1967 – zawody żużlowe zorganizowane przez Polski Związek Motorowy w celu wyłonienia medalistów indywidualnych mistrzostw Polski w sezonie 1967. Rozegrano cztery turnieje ćwierćfinałowe, dwa półfinały oraz finał, w którym zwyciężył Zygmunt Pytko.

## Ćwierćfinały

### Leszno (1)
- Leszno, 21 maja 1967(dts)
- Sędzia: ?

| Msc. | Zawodnik           | Klub                | Pkt |  |  |
| ---- | ------------------ | ------------------- | --- |  |  |
| 1    | Henryk Żyto        | Wybrzeże Gdańsk     | 14  |  |  |
| 2    | Zdzisław Dobrucki  | Unia Leszno         | 14  |  |  |
| 3    | Bogdan Krzyżaniak  | Stal Toruń          | 13  |  |  |
| 4    | Leon Majewicz      | Start Gniezno       | 12  |  |  |
| 5    | Rajmund Świtała    | Polonia Bydgoszcz   | 11  |  |  |
| 6    | Janusz Kościelak   | Stal Toruń          | 10  |  |  |
| 7    | Marian Kwarciński  | Start Gniezno       | 8   |  |  |
| 8    | Waldemar Motyka    | ROW Rybnik          | 7   |  |  |
| 9    | Mieczysław Mendyka | Zgrzeblarki Z. Góra | 7   |  |  |
| 10   | Bogdan Berliński   | Wybrzeże Gdańsk     | 6   |  |  |
| 11   | b. d.              |                     |     |  |  |
| 12   | b. d.              |                     |     |  |  |
| 13   | b. d.              |                     |     |  |  |
| 14   | b. d.              |                     |     |  |  |
| 15   | b. d.              |                     |     |  |  |
| 16   | b. d.              |                     |     |  |  |

Ponadto do półfinału zakwalifikowali się automatycznie trzej następujący półfinaliści kontynentalni IMŚ 1967:
| Msc. | Zawodnik            | Klub                  | Pkt |                    |  |
| ---- | ------------------- | --------------------- | --- | ------------------ |  |
|      | Paweł Waloszek      | Śląsk Świętochłowice  |     | awans automatyczny |  |
|      | Stanisław Rurarz    | Włókniarz Częstochowa |     | awans automatyczny |  |
|      | Andrzej Pogorzelski | Stal Gorzów Wlkp.     |     | awans automatyczny |  |

### Częstochowa (2)
- Częstochowa, 21 maja 1967(dts)
- Sędzia: ?

| Msc. | Zawodnik           | Klub           | Pkt |  |  |
| ---- | ------------------ | -------------- | --- |  |  |
| 1    | Bohdan Jaroszewicz | Sparta Wrocław | 13  |  |  |
| 2    | Wiesław Rudkowski  | Polonia Piła   | 13  |  |  |
| 3    | Jan Malinowski     | Stal Rzeszów   | 12  |  |  |
| 4    | Zygmunt Pytko      | Unia Tarnów    | 10  |  |  |
| 5    | Zygfryd Friedek    | Kolejarz Opole | 10  |  |  |
| 6    | Edward Kupczyński  | Gwardia Łódź   | 9   |  |  |
| 7    | b. d.              |                |     |  |  |
| 8    | b. d.              |                |     |  |  |
| 9    | b. d.              |                |     |  |  |
| 10   | b. d.              |                |     |  |  |
| 11   | b. d.              |                |     |  |  |
| 12   | b. d.              |                |     |  |  |
| 13   | b. d.              |                |     |  |  |
| 14   | b. d.              |                |     |  |  |
| 15   | b. d.              |                |     |  |  |
| 16   | b. d.              |                |     |  |  |

Ponadto do półfinału zakwalifikowali się automatycznie trzej następujący półfinaliści kontynentalni IMŚ 1967:
| Msc. | Zawodnik           | Klub              | Pkt |                    |  |
| ---- | ------------------ | ----------------- | --- | ------------------ |  |
|      | Edmund Migoś       | Stal Gorzów Wlkp. |     | awans automatyczny |  |
|      | Stanisław Tkocz    | ROW Rybnik        |     | awans automatyczny |  |
|      | Jerzy Trzeszkowski | Sparta Wrocław    |     | awans automatyczny |  |

### Tarnów (3)
- Tarnów, 21 maja 1967(dts)
- Sędzia: Henryk Klamut
- NCD: 78,5 s. – Henryk Glücklich (3 bieg)

| Msc. | Zawodnik           | Klub                  | Pkt |             |  |
| ---- | ------------------ | --------------------- | --- | ----------- |  |
| 1    | Wiktor Jastrzębski | Włókniarz Częstochowa | 14  | (3,3,3,2,3) |  |
| 2    | Zdzisław Waliński  | Unia Leszno           | 12  | (2,3,3,1,3) |  |
| 3    | Jan Mucha          | Śląsk Świętochłowice  | 11  | (2,3,2,3,1) |  |
| 4    | Henryk Glücklich   | Polonia Bydgoszcz     | 11  | (3,3,3,2,0) |  |
| 5    | Edward Jancarz     | Stal Gorzów Wlkp.     | 11  | (2,2,2,2,3) |  |
| 6    | Zbigniew Flegel    | Unia Tarnów           | 10  | (1,1,3,3,2) |  |
| 7    | Stanisław Chorabik | Unia Tarnów           | 9   | (3,2,1,3,0) |  |
| 8    | Wiktor Waloszek    | Śląsk Świętochłowice  | 9   | (1,2,2,2,2) |  |
| 9    | Władysław Kamiński | Unia Tarnów           | 7   | (2,2,1,0,2) |  |
| 10   | Jerzy Padewski     | Stal Gorzów Wlkp.     | 6   | (3,w,0,3,0) |  |
| 11   | Józef Jarmuła      | Śląsk Świętochłowice  | 5   | (1,–,0,1,3) |  |
| 12   | Roman Gąsior       | Karpaty Krosno        | 4   | (0,1,1,0,2) |  |
| 13   | Jerzy Owoc         | Karpaty Krosno        | 3   | (0,0,2,0,1) |  |
| 14   | Józef Batko        | Stal Rzeszów          | 3   | (0,1,1,1,0) |  |
| 15   | Wojciech Kowalski  | Motor Lublin          | 3   | (1,1,–,0,1) |  |
| 16   | Andrzej Mazur      | Motor Lublin          | 0   | (u,0,d,0,0) |  |

Ponadto do półfinału zakwalifikowali się automatycznie trzej następujący półfinaliści kontynentalni IMŚ 1967:
| Msc. | Zawodnik          | Klub            | Pkt |                    |  |
| ---- | ----------------- | --------------- | --- | ------------------ |  |
|      | Zbigniew Podlecki | Wybrzeże Gdańsk |     | awans automatyczny |  |
|      | Joachim Maj       | ROW Rybnik      |     | awans automatyczny |  |
|      | Andrzej Wyglenda  | ROW Rycnik      |     | awans automatyczny |  |

### Opole (4)
- Opole, 21 maja 1967(dts)
- Sędzia: ?

| Msc. | Zawodnik            | Klub                  | Pkt |  |  |
| ---- | ------------------- | --------------------- | --- |  |  |
| 1    | Kazimierz Bentke    | Unia Leszno           | 15  |  |  |
| 2    | Florian Kapała      | Stal Rzeszów          | 12  |  |  |
| 3    | Czesław Odrzywolski | Start Gniezno         | 11  |  |  |
| 4    | Erwin Brabański     | Śląsk Świętochłowice  | 11  |  |  |
| 5    | Jan Tkocz           | Wybrzeże Gdańsk       | 10  |  |  |
| 6    | Stanisław Bombik    | Kolejarz Opole        | 10  |  |  |
| 7    | Edward Kupczyński   | Gwardia Łódź          | 9   |  |  |
| 8    | Stanisław Skowron   | Kolejarz Opole        | 9   |  |  |
| 9    | Henryk Ciorga       | Zgrzeblarki Z. Góra   | 8   |  |  |
| 10   | Emil Jakubowski     | Karpaty Krosno        | 5   |  |  |
| 11   | Zbigniew Jąder      | Unia Leszno           | 4   |  |  |
| 12   | Ludwik Jaskulski    | Zgrzeblarki Z. Góra   | 4   |  |  |
| 13   | Bernard Kacperak    | Włókniarz Częstochowa | 4   |  |  |
| 14   | Andrzej Domiszewski | Sparta Wrocław        | 3   |  |  |
| 15   | Jan Kusiak          | Unia Leszno           | 2   |  |  |
| 16   | Czesław Kolman      | Zgrzeblarki Z. Góra   | 2   |  |  |

Ponadto do półfinału zakwalifikowali się automatycznie trzej następujący półfinaliści kontynentalni IMŚ 1967:
| Msc. | Zawodnik               | Klub           | Pkt |                    |  |
| ---- | ---------------------- | -------------- | --- | ------------------ |  |
|      | Konstanty Pociejkowicz | Sparta Wrocław |     | awans automatyczny |  |
|      | Marian Rose            | Stal Toruń     |     | awans automatyczny |  |
|      | Antoni Woryna          | ROW Rybnik     |     | awans automatyczny |  |

## Półfinały

### Gorzów Wielkopolski (1)
- Gorzów Wielkopolski, 17 września 1967(dts)
- Sędzia: Antoni Kapusta
- NCD: 78,5 s. – Henryk Glücklich (1 bieg)

| Msc. | Zawodnik               | Klub                  | Pkt  |               |  |
| ---- | ---------------------- | --------------------- | ---- | ------------- |  |
| 1    | Henryk Glücklich       | Polonia Bydgoszcz     | 12   | (3,w,3,3,3)   |  |
| 2    | Zbigniew Podlecki      | Wybrzeże Gdańsk       | 12   | (3,3,1,3,2)   |  |
| 3    | Czesław Odrzywolski    | Start Gniezno         | 11,5 | (1,5;3;1;3;3) |  |
| 4    | Jan Mucha              | Śląsk Świętochłowice  | 11,5 | (1,5;2;3;3;2) |  |
| 5    | Joachim Maj            | ROW Rybnik            | 11   | (3,3,2,2,1)   |  |
| 6    | Konstanty Pociejkowicz | Sparta Wrocław        | 11   | (2,2,2,2,3)   |  |
| 7    | Wiktor Jastrzębski     | Włókniarz Częstochowa | 9    | (3,3,3,u,–)   |  |
| 8    | Zdzisław Waliński      | Unia Leszno           | 9    | (2,1,2,2,2)   |  |
| 9    | Jan Tkocz              | Wybrzeże Gdańsk       | 6    | (1,1,d,1,3)   |  |
| 10   | Stanisław Chorabik     | Unia Tarnów           | 6    | (2,d,1,2,1)   |  |
| 11   | Erwin Brabański        | Śląsk Świętochłowice  | 6    | (1,2,2,0,1)   |  |
| 12   | Zbigniew Flegel        | Unia Tarnów           | 4    | (0,1,3,u,–)   |  |
| 13   | Edward Kupczyński      | Gwardia Łódź          | 3    | (0,0,0,1,2)   |  |
| 14   | Wojciech Jurasz        | Stal Gorzów Wlkp.     | 3    | (0,2,0,1,u)   |  |
| 15   | Kazimierz Bentke       | Unia Leszno           | 3    | (1,1,1,0,d)   |  |
| 16   | Stanisław Bombik       | Kolejarz Opole        | 2    | (0,0,0,1,1)   |  |
|      | Florian Kapała         | Stal Rzeszów          |      | (qns)         |  |
|      | Marian Rose            | Stal Toruń            |      | (qns)         |  |
|      | Józef Jarmuła          | Śląsk Świętochłowice  |      | (qns)         |  |
|      | Edward Jancarz         | Stal Gorzów Wlkp.     |      | (qns)         |  |

Ponadto do finału zakwalifikowali się automatycznie dwaj następujący finaliści IMŚ 1967:
| Msc. | Zawodnik         | Klub       | Pkt |                    |  |
| ---- | ---------------- | ---------- | --- | ------------------ |  |
|      | Andrzej Wyglenda | ROW Rybnik |     | awans automatyczny |  |
|      | Antoni Woryna    | ROW Rybnik |     | awans automatyczny |  |

### Rzeszów (2)
- Rzeszów, 17 września 1967(dts)
- Sędzia: Tadeusz Rejkowski

| Msc. | Zawodnik           | Klub                  | Pkt |             |  |
| ---- | ------------------ | --------------------- | --- | ----------- |  |
| 1    | Zygmunt Pytko      | Unia Tarnów           | 14  | (2,3,3,3,3) |  |
| 2    | Jan Malinowski     | Stal Rzeszów          | 12  | (3,3,3,1,2) |  |
| 3    | Paweł Waloszek     | Śląsk Świętochłowice  | 11  | (3,2,2,3,1) |  |
| 4    | Zygfryd Friedek    | Kolejarz Opole        | 11  | (3,0,3,2,3) |  |
| 5    | Bohdan Jaroszewicz | Sparta Wrocław        | 11  | (3,3,2,0,3) |  |
| 6    | Stanisław Tkocz    | ROW Rybnik            | 10  | (2,2,3,3,0) |  |
| 7    | Karol Peszke       | ROW Rybnik            | 7+3 | (1,1,2,0,3) |  |
| 8    | Rajmund Świtała    | Polonia Bydgoszcz     | 7+2 | (1,2,u,2,2) |  |
| 9    | Henryk Żyto        | Wybrzeże Gdańsk       | 7+1 | (2,2,1,1,1) |  |
| 10   | Bogdan Szuluk      | Stal Toruń            | 7+0 | (0,3,1,3,0) |  |
| 11   | Stanisław Rurarz   | Włókniarz Częstochowa | 5   | (1,1,0,2,1) |  |
| 12   | Leon Majewicz      | Start Gniezno         | 4   | (1,0,2,1,0) |  |
| 13   | Wiesław Rudkowski  | Polonia Piła          | 4   | (0,1,1,1,1) |  |
| 14   | Zdzisław Dobrucki  | Unia Leszno           | 2   | (2,0,u,0,0) |  |
| 15   | Marian Stawecki    | Stal Rzeszów          | 1   | (0,1,0)     |  |
| 16   | Edmund Migoś       | Stal Gorzów Wlkp.     | 0   | (d,d,0,0)   |  |
| –    | rez. Adam Ciepiela | Stal Rzeszów          | 6   | (2,2,2)     |  |
|      | Bogdan Krzyżaniak  | Stal Toruń            |     | (qns)       |  |

Ponadto do finału zakwalifikowali się automatycznie dwaj następujący finaliści IMŚ 1967:
| Msc. | Zawodnik            | Klub              | Pkt |                    |  |
| ---- | ------------------- | ----------------- | --- | ------------------ |  |
|      | Andrzej Pogorzelski | Stal Gorzów Wlkp. |     | awans automatyczny |  |
|      | Jerzy Trzeszkowski  | Sparta Wrocław    |     | awans automatyczny |  |

## Finał
- Rybnik, 1 października 1967
- Sędzia: ?
- NCD: 77,9 s. – Antoni Woryna (1 bieg)

| Msc.   | Zawodnik                | Klub                  | 1 | 2 | 3 | 4 | 5 | 6 | 7 | 8 | 9 | 10 | 11 | 12 | 13 | 14 | 15 | 16 | 17 | 18 | 19 | 20 | Pkt |
| złoto  | Zygmunt Pytko           | Unia Tarnów           | 2 |   |   |   |   |   | 3 |   |   |    | 3  |    |    |    | 3  |    |    |    | 3  |    | 14  |
| srebro | Antoni Woryna           | ROW Rybnik            | 3 |   |   |   |   |   |   | 3 |   |    |    | 3  |    |    |    | 1  |    |    |    | 3  | 13  |
| brąz   | Zygfryd Friedek         | Kolejarz Opole        |   |   | 3 |   | 1 |   |   |   |   |    | 2  |    |    |    |    | 3  |    | 3  |    |    | 12  |
| 4      | Paweł Waloszek          | Śląsk Świętochłowice  | 0 |   |   |   | 2 |   |   |   | 3 |    |    |    | 3  |    |    |    | 3  |    |    |    | 11  |
| 5      | Andrzej Pogorzelski     | Stal Gorzów Wlkp.     |   |   |   | u | 3 |   |   |   |   |    |    | 2  |    | 3  |    |    |    |    | 2  |    | 10  |
| 6      | Konstanty Pociejkowicz  | Sparta Wrocław        |   |   | 1 |   |   |   |   | 1 |   | 3  |    |    | 2  |    |    |    |    |    | 1  |    | 8   |
| 7      | Andrzej Wyglenda        | ROW Rybnik            |   |   |   | 3 |   |   | u |   |   | 2  |    |    |    |    |    | 2  | 1  |    |    |    | 8   |
| 8      | Czesław Odrzywolski     | Start Gniezno         |   | 1 |   |   |   |   |   | 2 |   |    | 1  |    |    | 2  |    |    | 2  |    |    |    | 8   |
| 9      | Henryk Glücklich        | Polonia Bydgoszcz     |   |   |   | 1 |   |   |   | 0 | 2 |    |    |    |    |    | 2  |    |    | 2  |    |    | 7   |
| 10     | Stanisław Tkocz         | ROW Rybnik            |   | 3 |   |   | 0 |   |   |   |   | 1  |    |    |    |    | 0  |    |    |    |    | 2  | 6   |
| 11     | Bohdan Jaroszewicz      | Sparta Wrocław        |   |   |   | 2 |   | 3 |   |   |   |    | 0  |    | 1  |    |    |    |    |    |    | 0  | 6   |
| 12     | Jan Mucha               | Śląsk Świętochłowice  |   |   | 2 |   |   | 2 |   |   |   |    |    | 1  |    |    | 1  |    | 0  |    |    |    | 6   |
| 13     | Joachim Maj             | ROW Rybnik            |   | 2 |   |   |   |   | 2 |   |   |    |    | 0  | 0  |    |    |    |    | 1  |    |    | 5   |
| 14     | Jerzy Trzeszkowski      | Sparta Wrocław        |   |   | 0 |   |   |   | 1 |   | 0 |    |    |    |    | 1  |    |    |    |    |    | 1  | 3   |
| 15     | Zbigniew Podlecki       | Wybrzeże Gdańsk       | 1 |   |   |   |   | 1 |   |   |   | 0  |    |    |    | u  |    |    |    | –  |    |    | 2   |
| 16     | Jan Malinowski          | Stal Rzeszów          |   | 0 |   |   |   | 0 |   |   | 1 |    |    |    |    |    |    | 0  |    |    | d  |    | 1   |
|        | rez. Karol Peszke       | ROW Rybnik            |   |   |   |   |   |   |   |   |   |    |    |    |    |    |    |    |    |    |    |    |     |
|        | rez. Wiktor Jastrzębski | Włókniarz Częstochowa |   |   |   |   |   |   |   |   |   |    |    |    |    |    |    |    |    |    |    |    |     |